# Cừu Ancon
Cừu Ancon (còn được gọi là cừu Otter) là một nhóm cừu nội địa có thân dài và chân rất ngắn, với chân trước bị cong gập. Thuật ngữ này thường được áp dụng cho một dòng cừu lai từ một con cừu bị ảnh hưởng chứng này duy nhất sinh năm 1791 tại Massachusetts, Hoa Kỳ. Loài này đã được lựa chọn nhân tạo và duy trì vì không có khả năng nhảy qua hàng rào. Nó đã được cho phép thành giống tuyệt chủng vào năm 1876 khi nó không còn cần thiết nữa.
Tên "Ancon" cũng đã được áp dụng cho các chủng cừu khác phát sinh từ các cá nhân có cùng kiểu hình, chẳng hạn như một giống Na Uy được nuôi từ một cá nhân sinh năm 1919, và một loại cừu Texas, Hoa Kỳ được một người nuôi sinh năm 1962 Những dòng họ cừu này cũng được phép tuyệt chủng sau khi các nhà khoa học không còn cần chúng cho nghiên cứu di truyền nữa.
Khai quật ở Leicester, Vương quốc Anh cũng đã tiết lộ các dấu vết và bằng chứng đặc trưng của cừu Ancon có niên đại khoảng năm 1500, qua đó chứng minh rằng kiểu hình gene này của giống cừu đã phát sinh độc lập ít nhất bốn lần.
Các tính năng độc đáo của cừu Ancon là do gene đột biến lùn lặn, thường gây tê liệt các chi. Hiệu ứng cụ thể của đột biến là gây ra chứng loạn dưỡng mỡ.